# Павлинов, Яков Иванович
Яков Иванович Павлинов (1849—1918) — генерал-лейтенант по Адмиралтейству. 

## Биография
Происходил из потомственных дворян Астраханской губернии. Родился 2 (14) октября 1849 года.
По окончании Морского кадетского корпуса «имя Павлинова было записано на мраморную доску золотыми буквами и как первый по выпуску получил 300 рублей премии». Ещё до выпуска из корпуса ходил гардемарином в кругосветное путешествие. В этом походе заменил умершего штурмана.
В 1871 году мичман Павлинов был переведён с Балтийского флота в Сибирский флотский экипаж. С 1872 года служил в Петербурге; был командиром роты на мониторе «Единорог», младший начальник отделения в Морском корпусе. В 1877 году в течение двух месяцев занимался астрономическими наблюдения кругом Репсольда в Пулковской обсерватории.
С 1884 года преподавал в Морском корпусе; ведал в корпусе морской практикой, ходил с гардемаринами на фрегате «Громобой» в 75-ти суточное плавание. Он первым привил гардемаринам вкус к лыжному бегу и гонках на буерах, которые вошли потом в обязательную программу.
В 1900 году за отличие по службе был произведён в генерал-майоры по адмиралтейству. Занимал должность инспектор классов Морского кадетского корпуса, был членом Конференции Николаевской морской академии.
Скончался 14 ноября 1918 года. 

## Семья
Женат был на дочери купца 2-й гильдии Вере Александровне Никифоровой. Их дети:
- Владимир (13.05.1878—?)
- Александр (12.05.1879—?)
- Павел (12.04.1881—02.02.1966)
- Сергей (12.11.1882—15.05.1913), герой Цусимы.
- Андрей (19.04.1884—?)
- Николай (14.01.1886—?)
- Елена (03.06.1887—?)
- Вера (1892—?)
- Георгий (30.08.1894—?)
- Надежда (27.06.1897—?)